# ルートヴィヒ1世 (テューリンゲン方伯)
ルートヴィヒ1世（ドイツ語：Ludwig I., ? - 1140年1月12日）は、ルードヴィング家の初代テューリンゲン方伯（在位：1131年 - 1140年）、ヘッセン＝グーデンスベルク伯（在位：1137年 - 1140年）。

## 生涯
ルートヴィヒ1世はテューリンゲンの伯ルートヴィヒ跳躍伯とアーデルハイト・フォン・シュターデの息子である。グーデンスベルク伯ギゾ4世の娘ヘートヴィヒと結婚した。
1131年にローマ王ロタール3世からテューリンゲン方伯位を与えられた。
グーデンスベルク伯ギゾ4世の娘ヘートヴィヒとの結婚、およびヘートヴィヒの母クニグンデ・フォン・ビルシュタインとルートヴィヒ1世の弟ハインリヒ・ラスペ1世との結婚を通して、1137年のギゾ5世および1140年のクニグンデの死によりルードヴィング家の領土が拡大し、これによりテューリンゲンとヘッセンが統合された。
この相続した遺領には、マールブルクの北にあるフォークト領のヴェッターを含むギゾ家の領地、マールブルクの南にあるクニグンデのビルシュタイン領、そしてヘルスフェルト領が含まれていた。ルートヴィヒ1世はまた、1121年に死去したヴェルナー伯のヘッセンの全領地でギゾ4世とクニグンデが相続していた、フリッツラー大聖堂、ハズンゲン修道院およびブライテナウなどの代官領を含むマーデン＝グーデンスベルク伯領をも継承した。1137年からルートヴィヒはヘッセン＝グーデンスベルク伯を兼ねた。
ルートヴィヒは皇帝ロタール3世（・フォン・ズップリンブルク）に近かったため、方伯からさらに諸侯（Fürst）の地位に昇った。1137年にロタール3世が死去した後、ルートヴィヒ1世はホーエンシュタウフェン家に鞍替えした。帝国の覇権を巡るホーエンシュタウフェン家とヴェルフ家の権力闘争が始まった。
ルートヴィヒ1世は1140年1月12日に亡くなり、ラインハルツブルン修道院に埋葬された。

## 子女
ヘートヴィヒ・フォン・グーデンスベルクより以下の子女が生まれた。
- ルートヴィヒ2世（1128年 - 1172年） - テューリンゲン方伯
- ハインリヒ・ラスペ2世（1154/5年没） - グーデンスベルク伯
- ルートヴィヒ（1189年没） - タムスブリュック伯
- ユーディト（ユッタ、1135年頃 - 1180年頃） - 1153年にボヘミア王ヴラジスラフ2世（1110年 - 1174年）と結婚。持参金としてメラーネ（en）をもたらし、寡婦財産とされた[2]。
- ツェツィーリエ - ケーニヒグレーツ公ウダルリヒ2世（1134年 - 1177年、ボヘミア公ソビェスラフ1世子）と結婚
- アーデルハイト - アイゼナハの聖ニコラウス女子修道院長